# Anna brit királyi hercegnő
Anna brit királyi hercegnő (angolul: Anne, Princess Royal, teljes nevén Anna Erzsébet Aliz Lujza; Westminster, London, 1950. augusztus 15. –) II. Erzsébet brit királynő és Fülöp edinburgh-i herceg egyetlen lánya. Születésekor a brit trón harmadik várományosa volt (anyja és bátyja után), anyja trónra lépése után pedig a második, jelenleg az Egyesült Királyság trónöröklési rendjében a 16. helyet foglalja el.
Anna hivatalos brit címe Princess Royal (királyi hercegnő), melyet az uralkodó legidősebb lánya visel, jelenleg ő a hetedik személy, aki ezt a címet megkapta. Nagy-Britanniában jól ismert karitatív tevékenységéről, több mint 200 jótékony szervezet védnöke és évente közel 700 nyilvános rendezvényen vesz részt a királyi család képviselőjeként. A sportéletben is jelentős szerepe volt, az Európai Lovastusa Bajnokságban két ezüst és egy aranyérmet szerzett, és a királyi család egyetlen tagjaként részt vett az 1976. évi nyári olimpiai játékokon is. 1971-ben a BBC az év sportemberének választotta.
Anna hercegnő kétszer házasodott, első férje Mark Phillips volt, akitől 1992-ben elvált, második férje Timothy Laurence ellentengernagy. Első házasságából két gyermeke született.

## Fiatalkora és neveltetése
Anna 1950. augusztus 15-én született a londoni Westminster kerületben lévő Clarence House-ban, az akkor még trónörökös Erzsébet brit királyi hercegnő, edinburgh-i hercegnő és Fülöp edinburgh-i herceg második gyermekeként és egyetlen lányaként. Az uralkodó, VI. György brit király és felesége, Erzsébet királyné második unokája volt. 1950. október 20-án a Buckingham-palota zeneszobájában volt a keresztelője, amelyet a Yorki érsek, Cyril Garbett végzett. Anna dédapja, V. György által kiadott királyi rendelet (ún. letter patent) alapján brit királyi herceg vagy hercegnő címet csak az uralkodó gyermekei, fiúági unokái és a trónörökös walesi herceg fiúgyermekei kaphatnak. Azonban 1948. október 22-én VI. György kiadott egy másik királyi rendeletet, amelyben engedélyezte, hogy Erzsébet hercegnő és Fülöp herceg mindegyik gyermeke királyi hercegi címet viselhessen, ennek hiányában csak Lady Anne Mountbatten címet kaphatta volna.
A kor szokásainak megfelelően Catherine Peebles nevelőnő volt felelős a hercegnő neveltetéséért és tanulmányaiért. Peebles korábban Anna bátyjának, Károlynak volt nevelőnője. Amikor II. Erzsébetet megkoronázták, Anna megkapta az uralkodó legidősebb lányának járó címeket, de fiatal kora miatt személyesen nem vett részt a szertartáson.
1959. májusban egy különleges cserkészcsapatot, a 1st Buckingham Palace Companyt szervezték meg, hogy Anna korabeli lányokkal tudjon találkozni. 1963-ban járt a cserkészek közé, mielőtt beíratták egy bentlakásos iskolába. 1963-ig magántanulmányokat folytatott, majd ekkor Benenden School bentlakásos iskola hallgatója lett, amit öt évvel később végzett el. Anna első párkapcsolata Andrew Parker Bowles-al, Kamilla cornwalli hercegné későbbi férjével volt.

## Első házassága

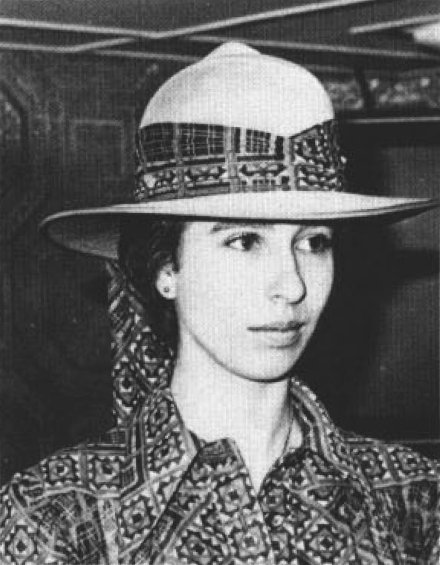
1973 februárjában

1973. november 14-én kötött házasságot Mark Phillipsszel, akkor a 1st Queen's Dragoon Guards hadnagyával a Westminsteri apátsági templomban. A ceremóniát televízión is közvetítették, becslések szerint világszerte 100 millió nézője volt az adásnak. Az esküvő után Anna és férje a Gatcombe Parkban laktak. 1989-ben azonban a hercegnő és Mark Phillips bejelentették, hogy külön akarnak élni. A házasságot végül 1992. április 23-án bontották fel.
A feltevések szerint II. Erzsébet királynő, mint minden, a királyi családba házasodó és nem nemesi származású személynek, így Mark Phillipsnek is felajánlott egy nemesi címet. Azonban Phillips ezt nem fogadta el, ezért a házasságból született gyermekek, Peter és Zara Phillips sem viselnek semmilyen nemesi címet.
2010. december 29-én született meg első unokája fia, Peter és felesége, Autumn házasságából. A Savannah névre keresztelt kislány II. Erzsébet első dédunokája.

## Emberrablási kísérlet
Anna hercegnő és Mark Phillips 1974. március 20-án éppen hazatérőben voltak egy, a londoni Pall Mallen tartott jótékonysági rendezvényről, amikor Princess IV típusú kocsijukat megállásra kényszerített egy Ford Escort. A kocsi vezetője, Ian Ball, kiugrott és tüzelni kezdett fegyverével. A hercegnő testőre, James Beaton rendőrtiszt kiszállt a hercegnő kocsijából és testével próbálta fedezni, illetve megkísérelte viszonozni a lövéseket. Beaton fegyvere, egy Walther PPK pisztoly azonban beragadt és a támadó megsebesítette Alex Callenderrel, Anna sofőrjével együtt.  Brian McConnell, egy közelben tartózkodó újságíró, szintén beleavatkozott és őt is megsebesítette a támadó a mellkasán.  Ball ekkor megközelítette a hercegnő kocsiját és elmondta Annának, hogy el akarja rabolni, 2 millió font váltságdíjat akar kapni és azt az Országos Egészségügyi Szolgálat (National Health Service, NHS) javára akarja felajánlani. Felszólította Annát, hogy szálljon ki a kocsiból, mire Anna "Még mit nem!" (Not bloody likely!) felkiáltással a kocsi másik oldalán elmenekült, míg egy járókelő, Ron Russell, leütötte Ballt és Annát biztonságba helyezte. Ekkor érkezett a helyszínre Michael Hills rendőrtiszt, akit Ball szintén megsebesített, de Hills ekkor már erősítést kért. Peter Edmonds nyomozó, aki a közelben tartózkodott és meghallotta a segélyhívást, üldözőbe vette, utolérte, lefegyverezte és letartóztatta Ballt.
A támadás során megsebesült személyeket kórházba szállították és mind felépültek. Beaton bátorságáért megkapta a György Keresztet, Hills és Russell megkapta a György Medált, míg Callender, McConnell és Edmonds megkapták a Királynő Lovagiassági Medálja kitüntetést. Ball a tárgyaláson bűnösnek vallotta magát, de végül elmebaja miatt csak gyógykezelésre ítélték. Az eset után a királyi család őrizetét megszigorították.

## Második házassága
Anna hercegnő második házasságára 1992. december 12-én került sor a Balmorali kastélyhoz közeli Crathie Kirk templomban. Férje Timothy Laurence, akkor a Brit Királyi Haditengerészet parancsnoka. Az esküvő helyszíne azért Skócia volt, mert az anglikán egyház nem engedélyezi elvált személyek újbóli templomi esküvőjét, amit viszont a Church of Scotland megenged. Mint Anna első férje, Laurence sem kapott nemesi címet a házasságkötés után, és a pár egy lakást bérelt a londoni Dolphin Square téren. Később azonban feladták városi lakásukat, és idejüket a Buckingham-palotában található lakosztályuk, illetve Gatcombe Park között töltik.

## Kihágásai
A királyi családban egyedülálló módon, Anna hercegnő számos alkalommal került szembe a törvénnyel. 2001. márciusban gyorshajtásért fogták perbe, amikor kocsijával 93 mérföld/óra (kb. 150 km/h) sebességgel hajtott egy kétsávos országúton. A hercegnő 400 fontos büntetést kapott a Cheltenham megyei bíróságtól és öt büntetőpontot adtak jogosítványához. A következő évben szabálysértési eljárást indítottak ellene, amikor bevallotta, hogy kutyája megtámadott két kisfiút a Windsor Great Parkban. A hercegnőt ekkor 500 fontra bírságolta a Berkshire megyei bíróság és utasította, hogy kutyáját nevelje fegyelemre.

## Magánélete

### Érdeklődési köre
A farológia, a világítótornyok tanulmányozása a hercegnő egyik hobbija. Személyes ambíciója, hogy Skócia 215 világítótornyát felkeresse, a látogatások során időnként elkísérik a Northern Lighthouse Board szervezet tagjai, amelynek patrónusa. A feltevések szerint ez a hobbi onnan ered, hogy ötéves korában látogatást tett a Tiumpan Headi világítótoronyhoz édesanyjával. Anna hercegnő a védnöke a süketnémák országos egyesületének 1989 óta, emellett a Catch22 alapítvány, a The Blond McIndoe Research Foundation intézet és még kb. 200 másik alapítvány vagy jótékonysági szervezet védnöke.

### Lovassportok
Anna egy bécsi, spanyol stílusú lovasiskola növendéke volt, már fiatalkora óta érdekelte a lovaglás. 21 éves korában, 1971-ben az Európai Lovastusa Bajnokság győztese volt, amiért a BBC az "Év sportszemélyisége" címet adományozta neki. Ezt követően öt évig versenyzett a brit lovastusa csapattal,  és 1975-ben csapatban és egyéniben is ezüstérmet nyert az európai bajnokságban. A következő évben Anna a brit lovastusa csapat tagjaként vett részt az 1976. évi nyári olimpiai játékokon Montréalban, a királynő saját lován, Goodwillen lovagolva. 1986 és 1994 között a Fédération Équestre Internationale szövetség elnöke volt. 1987. február 5-én a királyi család tagjai közül elsőként vett részt egy televíziós kvízjátékban: a A Question of Sport műsorban szerepelt. Lánya, Zara Phillips szintén a lovastusa egyik kiemelkedő sportolója: 2005-ben az európai lovastusa bajnokságon egyéniben és csapatban is aranyérmet nyert, illetve 2006-ban egyéni arany- és csapat ezüstérmet szerzett a FEI világkupán.

## Hivatalos szereplései

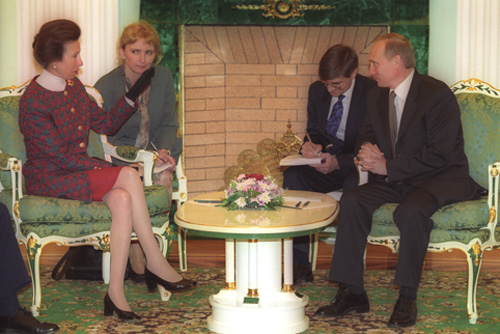
Anna hercegnő Vlagyimir Putyinnal 2000-ben

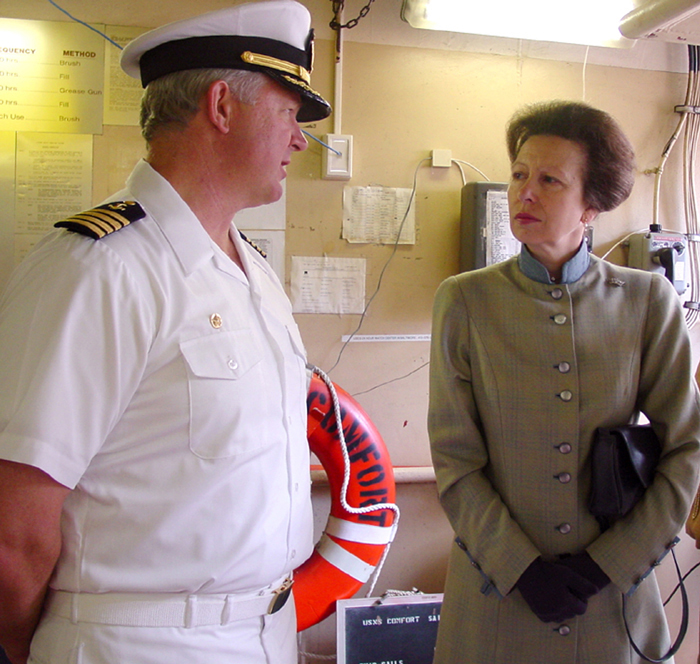
Anna hercegnő meglátogatja az USNS Comfort kórházhajót 2002. július 12-én, amikor a hajó kikötött Southamptonban.

A királynő egyetlen lányaként és a királyi család tagjaként Anna hercegnő számos alkalommal vesz részt nyilvános eseményeken, időnként édesanyját helyettesítve. Első nyilvános szerepléseire meglehetősen fiatalon, a középiskola elvégzése után, 1970-ben került sor és szüleit elkísérte egy ausztráliai hivatalos látogatásra még ugyanebben az évben. Időnként a királynőt helyettesíti külföldi méltóságok vagy híres személyek temetésén (a királynő sosem vesz részt ezeken). Minden nyáron az edinburgh-i Holyrood Palota lakója, ahol a királynő nevében rendez hivatalos fogadásokat. Évente általában háromszor, a brit külügyminisztérium felkérésére és az Egyesült Királyság képviseletében külföldi látogatást tesz. Ő volt a brit királyi család első tagja, aki a volt Szovjetunió területére lépett, amikor 1990-ben ellátogatott oda. 
A hercegnő első alkalommal 1970-ben, szüleivel látogatott Ausztráliába, azóta számos alkalommal visszatért, többek között egy ausztrál ezred tiszteletbeli főparancsnokaként, illetve részt vesz katonai megemlékezéseken és ceremóniákon.
II. Erzsébet édesanyja, Erzsébet anyakirályné visszavonulása után a diákok az Londoni Egyetem kancellárjává választották. 1996 májusában a királynő képviseletében a skóciai anglikán egyház nagygyűlésének volt elnöke. 2007-ben a hercegnőt II. Erzsébet kinevezte a Királyi Viktória Rend nagymesterévé, amely pozíciót korábban szintén Erzsébet anyakirályné töltötte be.
A királyi család tagjai közül Anna hercegnő vállalja a legtöbb nyilvános szereplést. Több mint 200 alapítvány és jótékonysági szervezet védnöke, amelyek közül számos Afrikában vagy a világ más táján található. Ezen felül a Nemzetközi Olimpiai Bizottság brit tagja és tagja a 2012. évi londoni nyári olimpiai játékokat szervező bizottságnak.
A hercegnőt 2011-ben az University of Edinburgh kancellárjává választották, amely posztot korábban apja, Fülöp edinburgh-i herceg töltött be.

## Címe, rangja, megnevezései, kitüntetései

### Címe és megszólítása
- 1950. augusztus 15 - 1952. február 6.: Ő királyi fensége Edinburgh-i Anna hercegnő
- 1952. február 6. - 1973. november 14.: Ő királyi fensége Anna hercegnő
- 1973. november 14. - 1987. június 13.: Ő királyi fensége Anna hercegnő, Mrs. Mark Phillips
- 1987. június 13. - : Ő királyi fensége a királyi hercegnő

A hercegnő teljes és hivatalos címe: Ő királyi fensége Anna Erzsébet Alice Lujza hercegnő, a királyi hercegnő, a Térdszalagrend nagyasszonya, a Bogáncsrend nagyasszonya, a Királyi Viktória Rend nagymestere és nagyasszonya, a jeruzsálemi Szent János kórház rendjének hölgye.
Annát Nagy-Britanniában leggyakrabban a Princess Royal (királyi hercegnő) címmel említik, amely az uralkodó legidősebb lányának szokásos címe. Anna a hetedik személy, aki ezt a címet megkapta.

### Kitüntetései
Kinevezései
- 1969 - : II. Erzsébet királynő Királyi Családi Rend
- 1971 - 1998: A Szent János Rend dámája (DStJ)
  - 1998 - : A Szent János Rend nagykeresztes dámája (GCStJ)
- 1974  -: A Királyi Viktória Rend nagykeresztes dámája (GCVO)[21]
- 1986 - : Az állatorvosi sebészek királyi kollégiumának tagja (FRCVS)
- 1987 - : A Royal Society királyi tagja (FRS)
- 1990 - : A Királynő Szolgálatáért Rend tagja (QSO)
- 1994 - : A A Legnemesebb Térdszalagrend Királyi Úrnője (LG)[21][22]
- 2000 - : A A Legősibb és Legnemesebb Bogáncsrend Úrnője (LT)
- 2005 - : A Logohu Rend Nagytagja (GCL)[23]

Kitüntetései
- 1953. június 2.: II. Erzsébet királynő Koronázási Medál
- 1977: II. Erzsébet királynő Ezüstjubileumi Medál
- 1982: Kanadai Fegyveres Erők Kitüntetés (CD)
- 2002: II. Erzsébet királynő Arany Jubileumi Kitüntetés
- 2005: Saskatchewan megalapításának 100. évfordulójára készült medál[24]

Külföldi kitüntetések
- 1969: Aranyszalaggal díszített érdemérem
- 1969 - : A Finnországi Fehér Rózsa Rend Nagykeresztes Parancsnoka (SVR SR)
- 1971 - : A Rendkívüli Koronarend Nagyszalagja
- 1972 - : Az Orániai Ház Rendjének Nagykeresztje
- 1972 - : A Tölgykoronarend Nagykeresztje
- 1972 - 1991: A Jugoszláv Zászló Rendje Nagyszalaggal, 1. osztály

Akadémiai címei
- 2011 - : A Edinburgh-i Egyetem kancellárja[25]

Tiszteletbeli doktori címek
- 2004: University of Regina, jogi doktori cím (LLD)[26]
- 2010: Memorial University of Newfoundland, jogi doktori cím (LLD)[27]

### Tiszteletbeli rendfokozatai

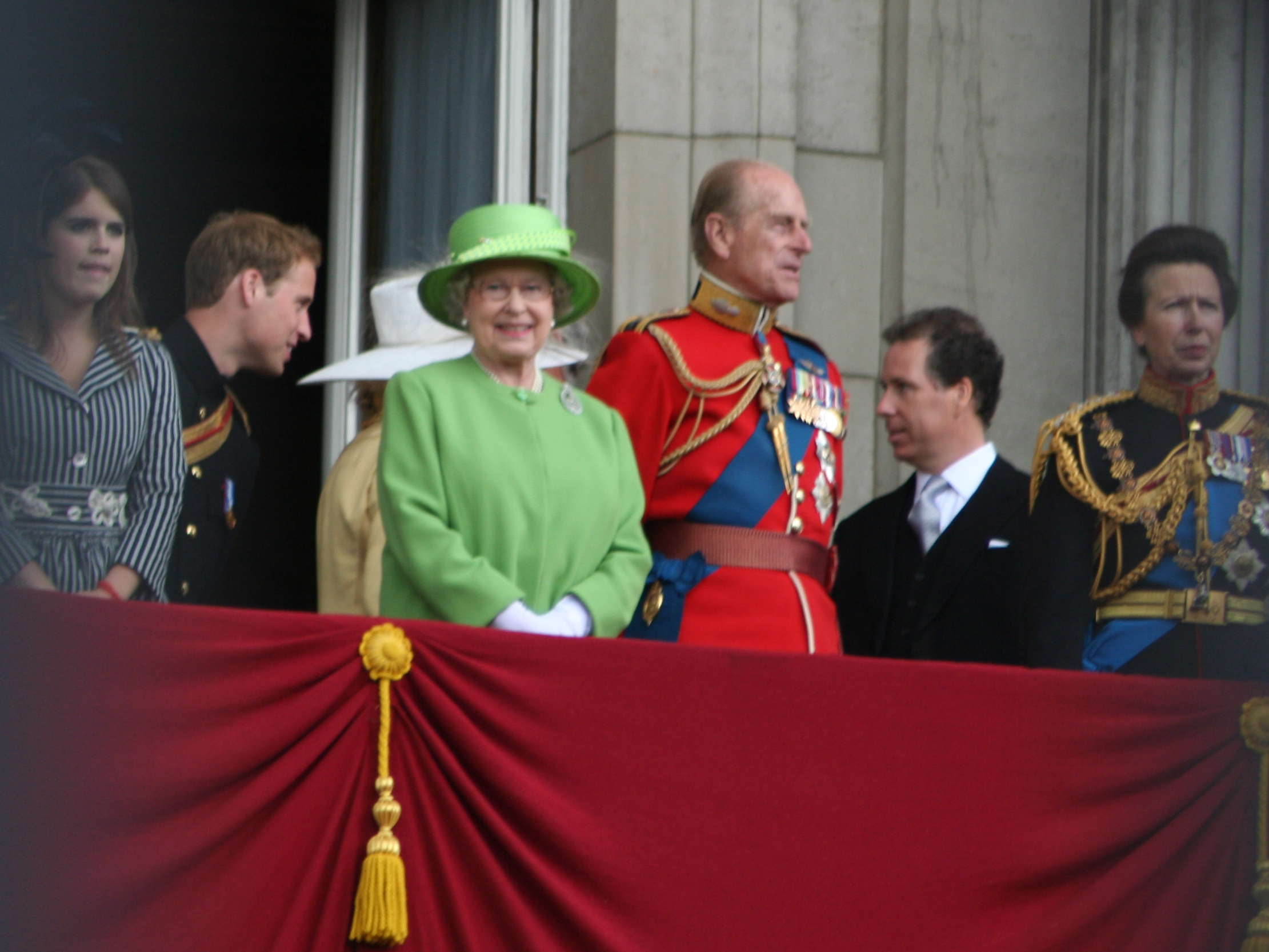
Anna hercegnő (egyenruhában, jobbra) a Buckingham Palota erkélyén 2007-ben

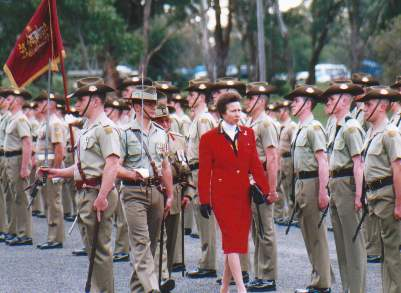
Anna hercegnő a Királyi Ausztrál Híradó Hadtest díszszemléjén, 2000-ben, amikor a hadtest fennállásának 75. évfordulóját ünnepelték

A brit királyi család rangidős tagjaihoz hasonlóan Anna hercegnő is viseli a Brit Nemzetközösség országai fegyveres erejének tiszteletbeli rangjait. 2002-ben a királyi család nem katonai pályán lévő tagjaként elsőként viselt egyenruhát temetésen.
 Ausztrália
- A Királyi Ausztrál Híradó Hadtest tiszteletbeli főparancsnoka

 Kanada
- A The Grey and Simcoe Foresters ezred tiszteletbeli ezredese
- A 8th Canadian Hussars (Princess Louise's) ezred tiszteletbeli ezredese
- A Hírközlési és Elektronikai Hadviselési Fegyvernem tiszteletbeli ezredese
- A Kanadai Haderő Egészségügyi Szolgálata tiszteletbeli ezredese[28]
- A The Royal Regina Rifles ezred tiszteletbeli ezredese[29]
- A Royal Newfoundland Regiment ezred tiszteletbeli ezredese

 Új-Zéland
- A Királyi Új-Zélandi Híradó Hadtest tiszteletbeli ezredese
- A Royal New Zealand Army Nursing Corps tiszteletbeli ezredese

 Egyesült Királyság
- A King's Royal Hussars főparancsnoka
- A Worcestershire and Sherwood Foresters ezred főparancsnoka
- A Királyi Híradó Hadtest ezredese
- A Királyi Logisztikai Hadtest ezredese
- A Royal Army Veterinary Corps ezredese
- A Blues and Royals ezredese
- A Royal Scots Borderers (Skót Királyi Ezred 1. zászlóalj ) tiszteletbeli ezredese
- A 52nd Lowland Regiment (Skót Királyi Ezred 6. zászlóalj ) tiszteletbeli ezredese
- A Tisztképző Hadtest tiszteletbeli ezredese
- A First Aid Nursing Yeomanry (Princess Royal's Volunteer Corps) alakulat főparancsnoka
- A RAF Lyneham légi támaszpont parancsnoka
- A University of London Air Squadron repülőszázad tiszteletbeli parancsnoka
- Altengernagy és a Brit Királyi Haditengerészetben szolgáló nők főparancsnoka
- A HMNB Portsmouth tengerészeti támaszpont parancsnoka